# Tony Awards 1993
Die Verleihung der 47. Tony Awards 1993 (47th Annual Tony Awards) fand am 6. Juni 1993 im Gershwin Theatre in New York City statt. Moderatorin der Veranstaltung war Liza Minnelli, als Laudatoren fungierten Bea Arthur, Tom Bosley, Matthew Broderick, Ellen Burstyn, Diahann Carroll, Michael Crawford, Tyne Daly, Tammy Grimes, Marvin Hamlisch, Julie Harris, Gregory Hines, James Earl Jones, Agnes de Mille, Amanda Plummer, Jonathan Pryce, Mercedes Ruehl, Ron Silver, Lily Tomlin, Tommy Tune und Ben Vereen. Ausgezeichnet wurden Theaterstücke und Musicals der Saison 1992/93, die am Broadway ihre Erstaufführung hatten. Die Preisverleihung wurde von Columbia Broadcasting System im Fernsehen übertragen.

## Hintergrund
Die Antoinette Perry Awards for Excellence in Theatre, oder besser bekannt als Tony Awards, werden seit 1947 jährlich in zahlreichen Kategorien für herausragende Leistungen bei Broadway-Produktionen und -Aufführungen der letzten Theatersaison vergeben. Zusätzlich werden verschiedene Sonderpreise, z. B. der Regional Theatre Tony Award, verliehen. Benannt ist die Auszeichnung nach Antoinette Perry. Sie war 1940 Mitbegründerin des wiederbelebten und überarbeiteten American Theatre Wing (ATW). Die Preise wurden nach ihrem Tod im Jahr 1946 vom ATW zu ihrem Gedenken gestiftet und werden bei einer jährlichen Zeremonie in New York City überreicht.

## Gewinner und Nominierte

### Theaterstücke
| Kategorie                            | Preisträger      | Theaterstück                                              | Nominierungen |
| Bestes Theaterstück                  | Tony Kushner     | Angels in America: Millennium Approaches                  | - The Sisters Rosensweig – Wendy Wasserstein - Someone Who’ll Watch Over Me – Frank McGuinness - The Song of Jacob Zulu – Tug Yourgrau |
| Bester Hauptdarsteller Theaterstück  | Ron Leibman      | Angels in America: Millennium Approaches als Roy Cohn     | - K. Todd Freeman in The Song of Jacob Zulu als Jacob Zulu - Liam Neeson in Anna Christie als Mat Burke - Stephen Rea in Someone Who’ll Watch Over Me als Edward                                                                                    |
| Beste Hauptdarstellerin Theaterstück | Madeline Kahn    | The Sisters Rosensweig als Gorgeous Teitelbaum            | - Jane Alexander in The Sisters Rosensweig als Sara Goode - Lynn Redgrave in Shakespeare for My Father als Herself - Natasha Richardson in Anna Christie als Anna Christopherson                                                                    |
| Bester Nebendarsteller Theaterstück  | Stephen Spinella | Angels in America: Millennium Approaches als Prior Walter | - Robert Sean Leonard in Candida als Eugene Marchbanks - Joe Mantello in Angels in America: Millennium Approaches als Louis Ironson - Zakes Mokae in The Song of Jacob Zulu als Rev. Zulu/Mr. X, Itshe                                              |
| Beste Nebendarstellerin Theaterstück | Debra Monk       | Redwood Curtain als Geneva                                | - Kathleen Chalfant in Angels in America: Millennium Approaches als Hannah Pitt/Verschiedene Charaktere - Marcia Gay Harden in Angels in America: Millennium Approaches als Harper Pitt/Martin Heller - Anne Meara in Anna Christie als Marthy Owen |
| Beste Theaterregie                   | George C. Wolfe  | Angels in America: Millennium Approaches                  | - David Leveaux – Anna Christie - Eric Simonson – The Song of Jacob Zulu - Daniel J. Sullivan – The Sisters Rosensweig |

### Musicals
| Kategorie                       | Preisträger                                                                           | Musical                                          | Nominierungen |
| Bestes Musical                  | John Kander (Musik), Fred Ebb (Liedtexte) und Terrence McNally (Buch)                 | Kiss of the Spider Woman                         | - Blood Brothers - The Goodbye Girl - The Who’s Tommy |
| Bester Hauptdarsteller Musical  | Brent Carver                                                                          | Kiss of the Spider Woman als Luis Molina         | - Tim Curry in My Favorite Year als Alan Swann - Con O’Neill in Blood Brothers als Mickey - Martin Short in The Goodbye Girl als Elliot Garfield                            |
| Beste Hauptdarstellerin Musical | Chita Rivera                                                                          | Kiss of the Spider Woman als Aurora/Spider Woman | - Ann Crumb in Anna Karenina als Anna Karenina - Stephanie Lawrence in Blood Brothers als Mrs. Johnstone - Bernadette Peters in The Goodbye Girl als Paula McFadden         |
| Bester Nebendarsteller Musical  | Anthony Crivello                                                                      | Kiss of the Spider Woman als Valentin            | - Michael Cerveris in The Who’s Tommy als Tommy - Gregg Edelman in Anna Karenina als Constantine Levin - Paul Kandel in The Who’s Tommy als Uncle Ernie                     |
| Beste Nebendarstellerin Musical | Andrea Martin                                                                         | My Favorite Year als Alice Miller                | - Jan Graveson in Blood Brothers als Linda - Lainie Kazan in My Favorite Year als Belle Steinberg Carroca - Marcia Mitzman in The Who’s Tommy als Mrs. Walker               |
| Bestes Musicallibretto          | Terrence McNally                                                                      | Kiss of the Spider Woman                         | - Peter Kellogg – Anna Karenina - Willy Russell – Blood Brothers - Pete Townshend und Des McAnuff – The Who’s Tommy                                                         |
| Beste Originalmusik             | John Kander (Musik) und Fred Ebb (Liedtexte) und Pete Townshend (Musik und Liedtexte) | Kiss of the Spider Woman und The Who’s Tommy     | - Anna Karenina – Daniel Levine (Musik) und Peter Kellogg (Liedtexte) - The Song of Jacob Zulu – Ladysmith Black Mambazo (Musik und Liedtexte) und Tug Yourgrau (Liedtexte) |
| Beste Musicalregie              | Des McAnuff                                                                           | The Who’s Tommy                                  | - Bill Kenwright und Bob Tomson – Blood Brothers - Michael Kidd – The Goodbye Girl - Harold Prince – Kiss of the Spider Woman                                               |

### Theaterstücke oder Musicals
| Kategorie            | Preisträger    | Theaterstück bzw. Musical | Nominierungen |
| Bestes Bühnenbild    | John Arnone    | The Who’s Tommy           | - John Lee Beatty – Redwood Curtain - Jerome Sirlin – Kiss of the Spider Woman - Robin Wagner – Angels in America: Millennium Approaches    |
| Beste Choreographie  | Wayne Cilento  | The Who’s Tommy           | - Graciela Daniele – The Goodbye Girl - Vincent Paterson und Rob Marshall – Kiss of the Spider Woman - Randy Skinner – Ain’t Broadway Grand |
| Beste Kostüme        | Florence Klotz | Kiss of the Spider Woman  | - Jane Greenwood – The Sisters Rosensweig - Erin Quigley – The Song of Jacob Zulu - David C. Woolard – The Who’s Tommy                      |
| Bestes Lichtdesign   | Chris Parry    | The Who’s Tommy           | - Howell Binkley – Kiss of the Spider Woman - Jules Fisher – Angels in America: Millennium Approaches - Dennis Parichy – Redwood Curtain    |
| Beste Wiederaufnahme | Eugene O’Neill | Anna Christie             | - St. Joan - The Price - Wilder, Wilder, Wilder                                                                                             |

### Sonderpreise (ohne Wettbewerb)
| Kategorie                             | Preisträger                                                  | Grund der Preisverleihung          |
| Regional Theatre Award                | La Jolla Playhouse, San Diego, Kalifornien                   |                                    |
| Special Tony Award                    | Oklahoma! (50th Anniversary)                                 | Zum 50. Jahrestag der Uraufführung |
| Tony Honors for Excellence in Theatre | IATSE (International Alliance of Theatrical Stage Employees) |                                    |
| Tony Honors for Excellence in Theatre | Broadway Cares/Equity Fights AIDS                            |                                    |

## Statistik

### Mehrfache Nominierungen
- 11 Nominierungen: Kiss of the Spider Woman und The Who’s Tommy
- 9 Nominierungen: Angels in America: Millennium Approaches
- 6 Nominierungen: Blood Brothers und The Song of Jacob Zulu
- 5 Nominierungen: Anna Christie, The Goodbye Girl und The Sisters Rosensweig
- 4 Nominierungen: Anna Karenina
- 3 Nominierungen: My Favorite Year und Redwood Curtain
- 2 Nominierungen: Someone Who’ll Watch Over Me

### Mehrfache Gewinne
- 7 Gewinne: Kiss of the Spider Woman
- 5 Gewinne: The Who’s Tommy
- 4 Gewinne: Angels in America: Millennium Approaches